# Mike Danon
 (juillet 2023).
 (juillet 2023).
Si vous disposez d'ouvrages ou d'articles de référence ou si vous connaissez des sites web de qualité traitant du thème abordé ici, merci de compléter l'article en donnant les références utiles à sa vérifiabilité et en les liant à la section « Notes et références ».
Mike Danon est un artiste ivoirien. Il est acteur, chanteur, compositeur et interprète évoluant dans l’univers du cinéma, de la musique et de l’art en Côte d’Ivoire.

## Biographie
Sahie Danon Michael Jonas, connu sous le nom de Mike Danon est né le 29 septembre dans l’Ouest de la Côte d’ivoire. Passionné par les arts dès son plus jeune âge, il a grandi dans un environnement favorable à l'expression de son talent.
Il s’est engagé à promouvoir le cinéma ivoirien et les valeurs africaines auprès du public, notamment de la jeunesse ivoirienne et africaine.

## Formation
Mike Danon a suivi une formation à l'Actor Studio, où il a obtenu une certification en 2002 et un diplôme d'honneur en 2006. 
Il a également étudié au Lycée d’enseignement artistique d’Abidjan (LEA) logé au sein de l’Institut national supérieur des arts et de l’action culturelle (INSAAC), où il a obtenu un baccalauréat en art dramatique.

## Carrière

### Théâtre
Mike Danon a joué dans plusieurs pièces de théâtre, notamment :
- C’est ça la même de Sidiki Bakaba[Quand ?]
- Papa Bon Dieu de Louis Sapin[Quand ?]
- Il nous faut l’Amerique de Koffi Kwahulé[Quand ?]
- Monoko Zohi de Diégou Bailly
- Ile de Tempêtes de Bernard Dadié[Quand ?]
- La malice des Hommes de Jean Pierre Guingané[Quand ?]
- Garba’s Story de Abass Zein[Quand ?]
- L’amour encore non merci de Mike Danon[Quand ?]
- One Mike Show de Mike Danon[Quand ?]

### Cinéma
La carrière cinématographique de Mike Danon a débuté en 2006-2007 avec la série télévisée Class’A, diffusée par la RTI (Radio Télévision Ivoirienne). Class’A est une série produite par Martika Production. Il y incarnait le rôle de Pythagore et a été le concepteur de la bande originale de la série.
Parmi ses rôles notables au cinéma, on peut citer :
- "Après l'océan" (2009) d'Éliane de Latour
- "Le mec idéal" (2011) d'Owell Brown
- "Pokou, une princesse Ashanti" (2013) et "Soundiata Kéita, le réveil du lion" (2014) d'Afrika Toon
- "Braquage à l'africaine" (2014) d'Owell Brown
- "Bienvenue au Gondwana" (2016) de Mamane
- "L'Interprète 1 et 2" (2016-2017)
- "Résolution" (2019) de Boris Oué et Marcel Sagne
- "Desrances" (2019) d'Apolline Traoré
- "MTV Shuga Babi" (2020)

- "Sira" (2023) d'Apolline Traoré

### Musique
Mike Danon a sorti deux albums et plusieurs singles. Il a également composé les bandes originales de nombreuses séries et films, dont "Class-A", "Teenager", "L'Interprète 2", "Pokou, une princesse Ashanti", et "Soundiata, le réveil du Lion".

### Télévision
Il s'est fait remarquer dans l’émission le «Life Talk» de la chaîne de télévision ivoirienne Life Tv. La rubrique «Point de stress» qu’il anima, eut une grande audience sur les réseaux sociaux. 
Depuis 2016, il est le Directeur artistique des studios de doublage de Côte ouest Audiovisuelle. Il est également le fondateur de la maison de production Anagency.

### Récompenses
- 2011 : Prix du "Meilleur acteur" au Festival international du film de Khouribga (Maroc) pour "Le mec idéal"
- 2011 : Prix au Festival régional et international du film de Guadeloupe

- 2019 : "Meilleur acteur francophone" aux Zafaa African Film and Academy Awards pour "Desrances"

### Filmographie
- 2008: Class A, Martika Production;
- Teenager , Martika Production[Quand ?];
- 2011: Le Mec idéal, Owell Brown;
- 2013: Pokou, princesse ashanti, Africa Toon;
- 2014: Soundiata Keïta, le réveil du lion;
- 2015: Braquage à l’africaine, Owell Brown;
- 2016: Bienvenue au Gondwana;
- 2018: L’Interprète II;
- 2019: Desrances, Apolline Traoré;
- 2019: Posthume, court métrage;
- 2019-2020: MTV Shuga Babi, Série télé de 8 épisodes;
- 2023: Sira, Apolline Traoré.

### Musique
- Abidjan Taam, album (2009);
- Ma patrie, mon esprit, album (2010);
- Je récapitule, album (2013);
- L’addition svp (2016);
- Toi (2016);
- 1+1= Bière (2018);
- Single: Relève-toi ft Tony Sant’Anna (2022);
- Maeva (2022);
- Pouhagnon, Bily Billy (ft Mike Danon et Nash);
- La chair est faible Tus-ty ft Mike Danon;

### Télévision
- Life Talk, émission télé